# Reformierte Kirche Weiach

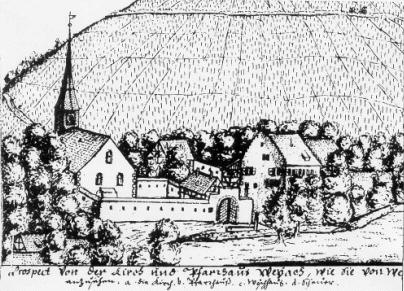
Abb. 1: Die reformierte Dorfkirche Weiach. Älteste Darstellung von Johann Heinrich Meister, 1716

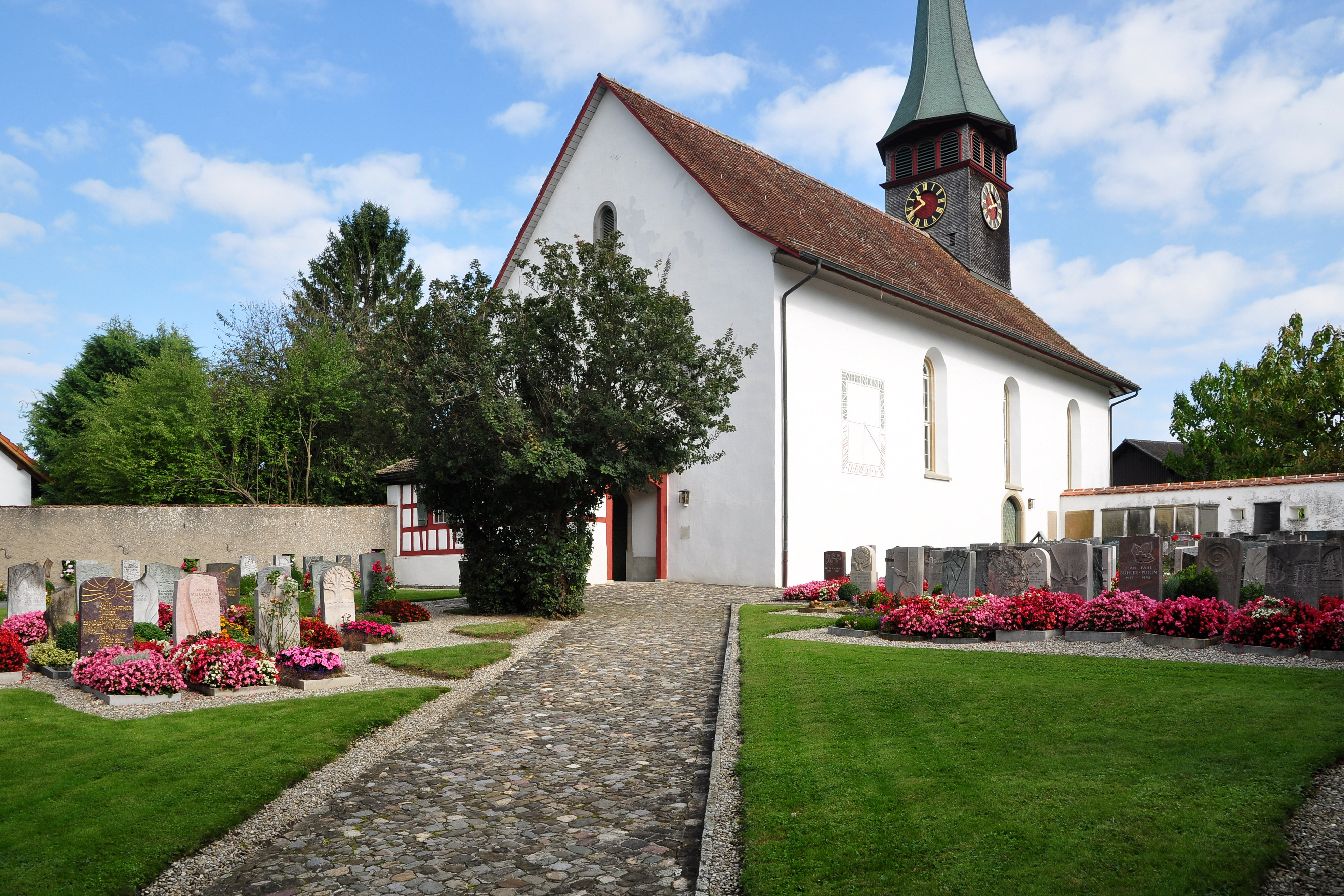
Abb. 2: Reformierte Kirche Weiach (2011), Ansicht von Süden

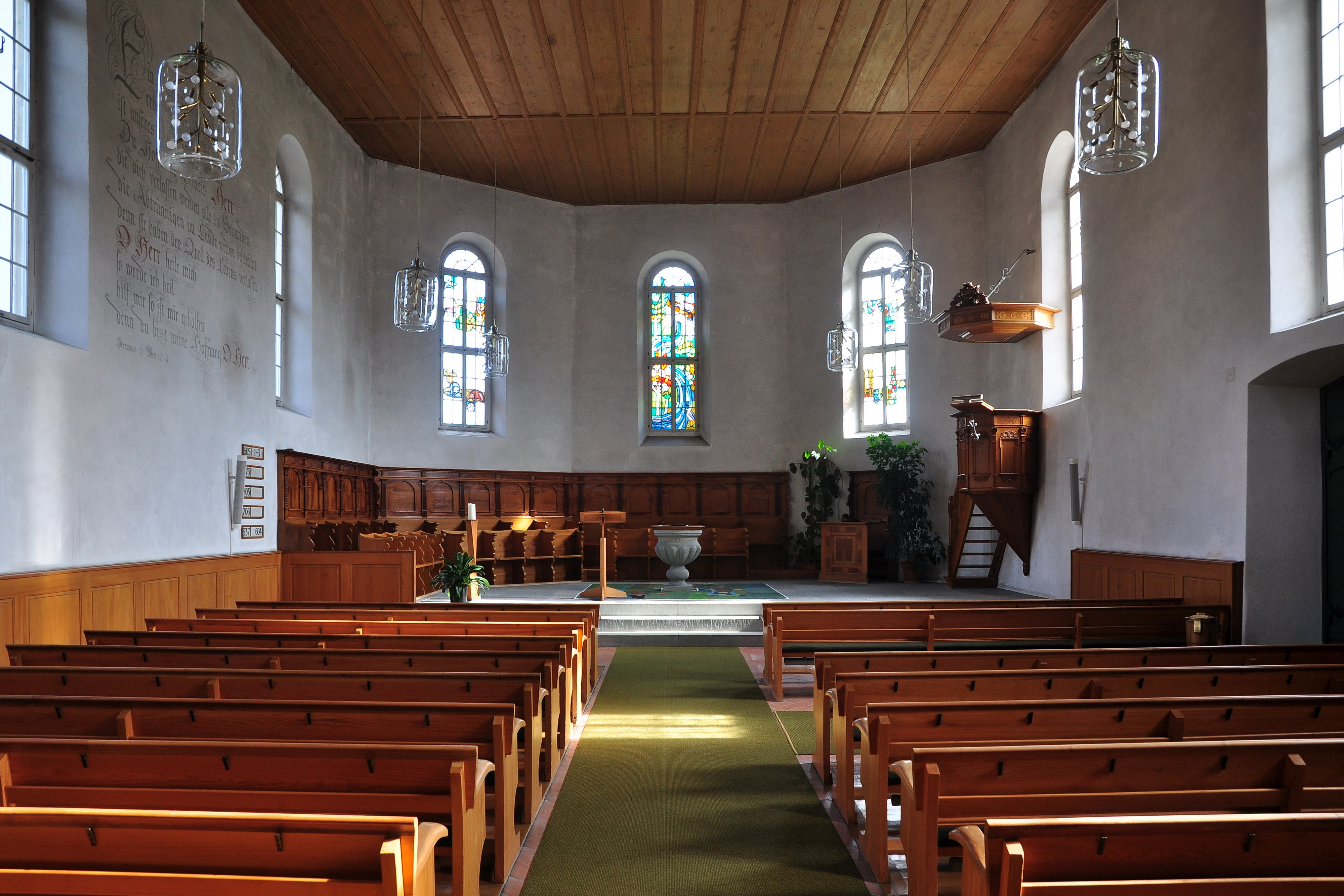
Abb. 3: Innenraum, Blick ins Chorpolygon

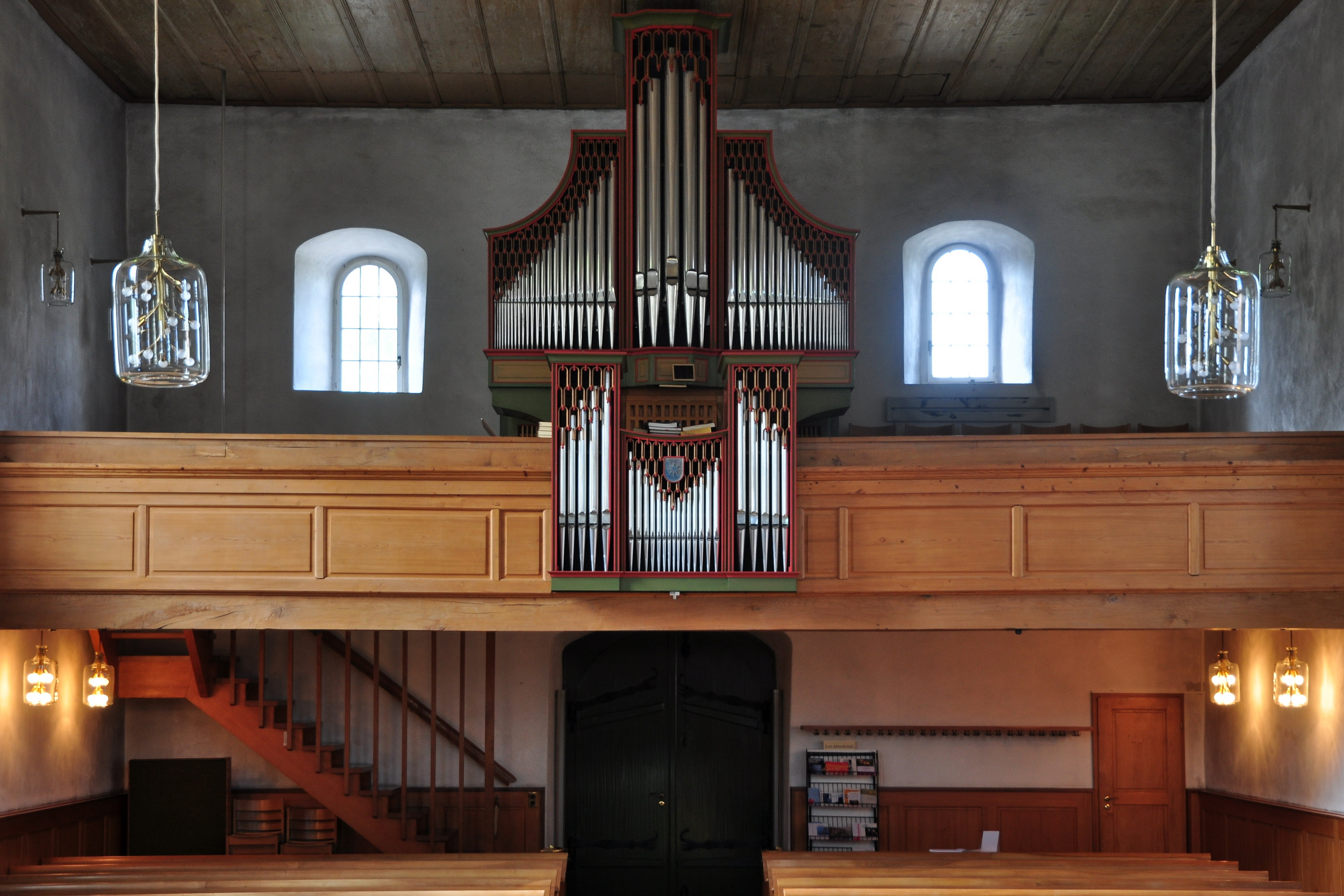
Abb. 4: Innenraum, Blick auf die Neidhart&Lhôte-Orgel

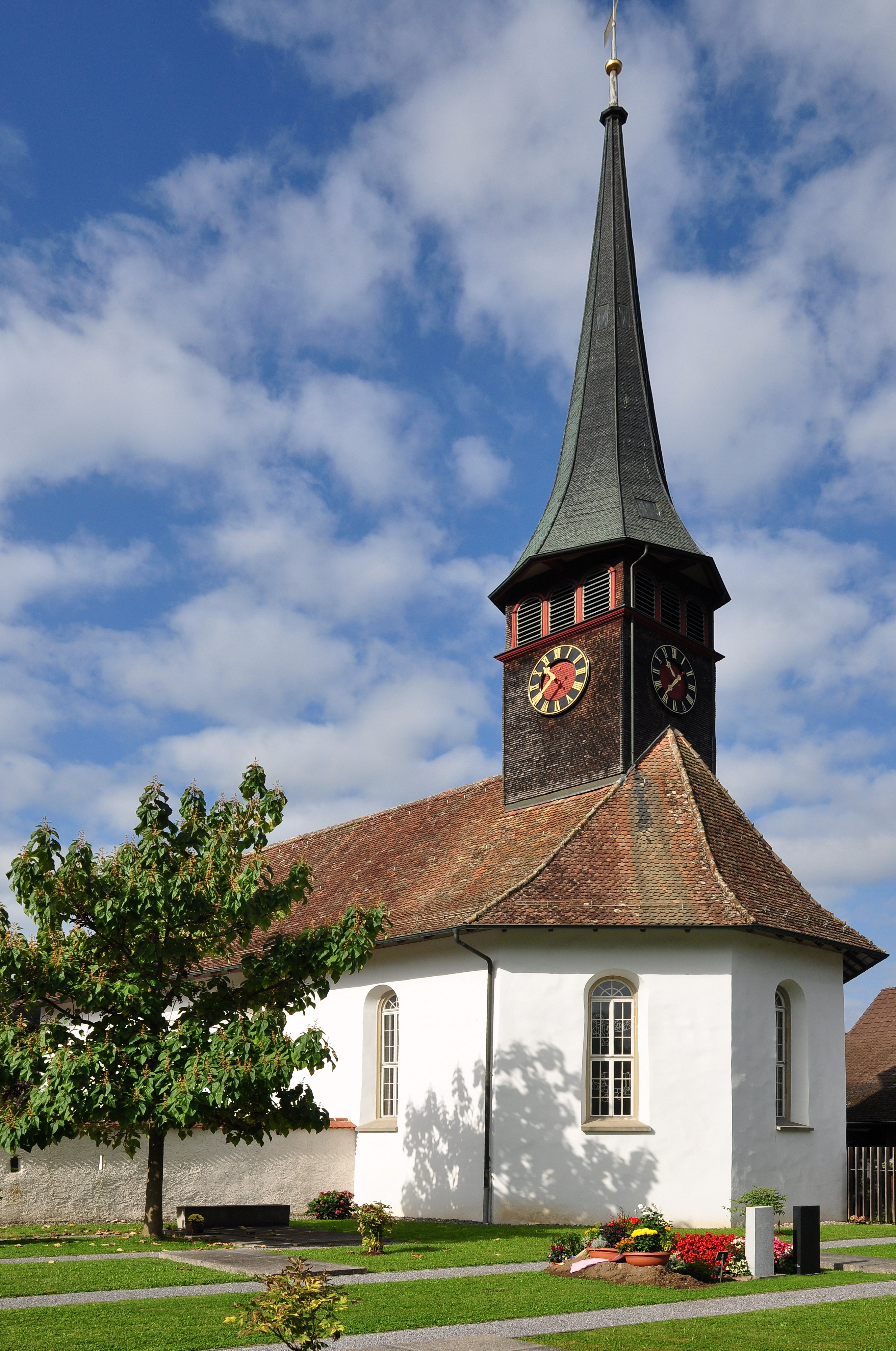
Abb. 5: Reformierte Kirche Weiach (2011), Ansicht von Osten aus dem Friedhofteil Fuori le mure

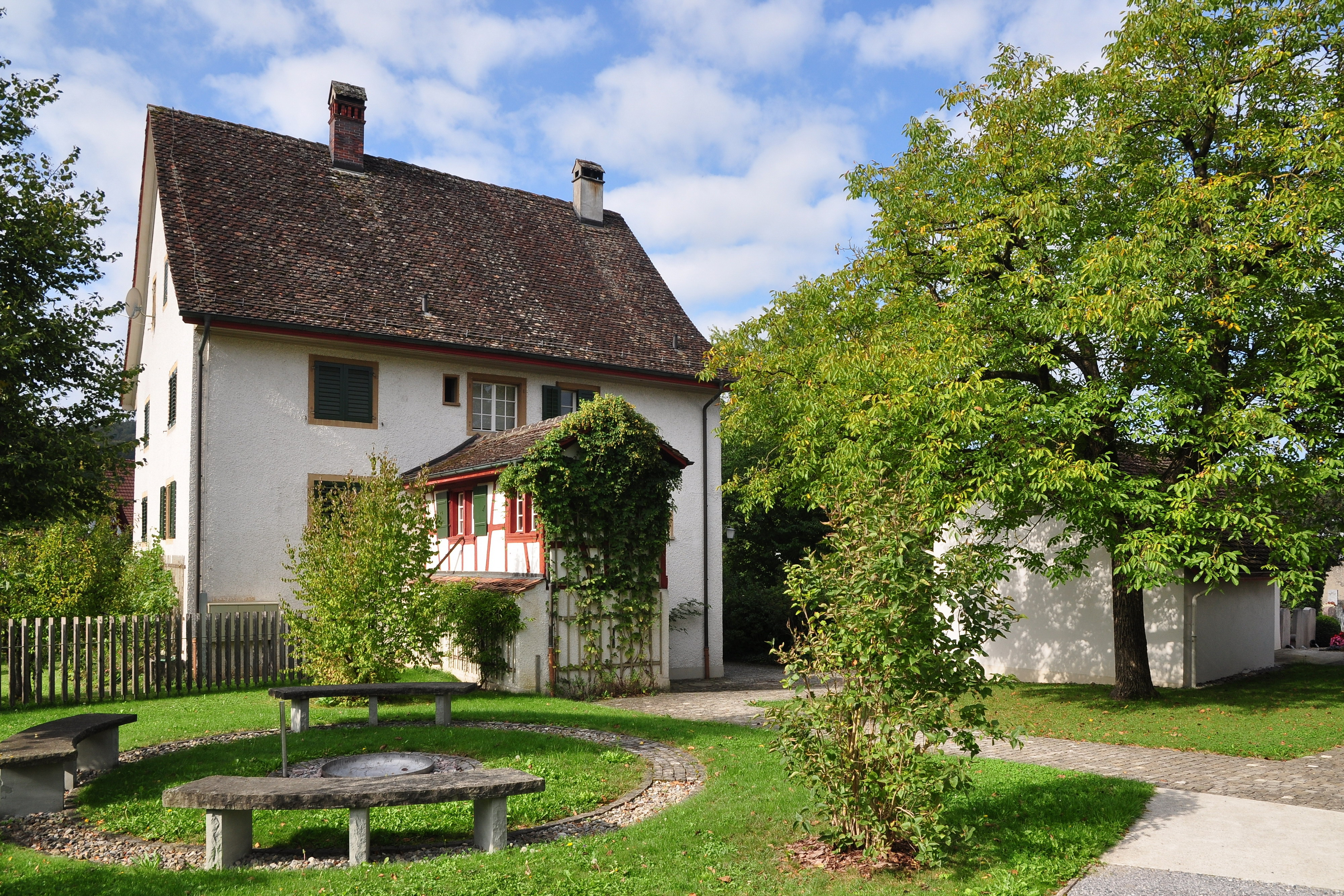
Abb. 6: Das Pfarrhaus (1564d) im Kirchenbezirk von Weiach, Ansicht von Nordosten

Die Reformierte Kirche Weiach ist ein evangelisch-reformiertes Gotteshaus in der Gemeinde Weiach im Zürcher Unterland. Sie wurde 1705/06 an einem neuen Platz errichtet und steht seit Dezember 1970 unter eidgenössischem Denkmalschutz (vgl. die Liste der Kulturgüter von nationaler Bedeutung; KGS-Nummer 10339). Der Sakralraum ist an Wochentagen zwischen 10 und 16 Uhr frei zugänglich.

## Geschichte
Bis zur Zürcher Reformation verfügte Weiach lediglich über eine Kapelle, welche zur nördlich des Rheins gelegenen Pfarrei Hohentengen gehörte – der einzige Hinweis auf diese Kapelle ist die Erwähnung einer «alten capelen gmür» im Rahmen des Weidgangstreits von 1594.
Nach 1540 geäusserten Drohungen der Gemeinde, wieder die Messe im nahen Kaiserstuhl zu besuchen, erhielt Weiach einen eigenen Prädikanten, der sein Amt von Zürich aus wahrnahm. 1591 gelang es der Gemeinde die Wohnsitznahme des Pfarrers durchzusetzen. Seit wann die selbstständige Pfarrei besteht, deren Kollatur dem Zürcher Kleinen Rat zustand, ist umstritten. Als Daten werden 1540, 1542, 1549 und 1591 genannt.
Die alte Kirche im Oberdorf wurde im 17. Jahrhundert erweitert, dann wegen Baufälligkeit nach 1706 abgetragen. Rund 290 m Luftlinie entfernt wurde 1705/06 das heutige Bauwerk erstellt. Der Ort des Bauplatzes wurde von hochobrigkeitlichen Amtsträgern festgelegt. Die Kirche steht jedoch seit ihrer Erstellung im Eigentum der evangelisch-reformierten Kirchgemeinde Weiach, die Regierung in Zürich sprach lediglich Subventionen für Bau und Renovationen zu.
Die Bauleitung und die Finanzverwaltung oblagen Heinrich Brennwald, dem damaligen Pfarrer von Weiach. Dass der von der Zürcher Regierung mit der Grenzsicherung beauftragte Festungsingenieur Hans Caspar Werdmüller auch an der Weiacher Anlage beteiligt war, ist im Zusammenhang mit dem Bau der Kirche von Bachs 1713/14 indirekt mit Primärquellen belegt.
Der Friedhof, begrenzt von Kirche, Pfarrhaus, Pfarrscheune (und seit 1857 auch dem alten Gemeindehaus) war von festen Mauern umgeben und hätte in eine Verteidigungsstellung umfunktioniert werden können. Die originale, nordöstliche Friedhofsmauer sowie die daran anschliessende Pfarrscheune (1707d) weisen noch sichtbare Schiessscharten aus, diejenigen der Kirche selber (sofern es sich um solche gehandelt hat) wurden später vermauert. Die nordwestliche Friedhofsmauer zwischen Kirche und Altem Gemeindehaus wurde im Jahre 1859 errichtet und ersetzte die alte Mauer von 1706 (zugunsten einer Friedhoferweiterung abgebrochen). Auch sie erhielt Schiessscharten. Allerdings in historisierender Absicht und für liegende Schützen.

## Architektur und Innenausstattung
Die schlichte Kirche zeigt das Anfang des 18. Jahrhunderts bei kleinen zürcherischen Landkirchen übliche Schema eines rechteckigen, an den Ecken der einen Schmalseite abgeschrägten Saales (Polygon im Chor). Auf dem First des Satteldaches sitzt über dem Polygon ein aus Holz erstellter vierseitiger Dachreiter mit achtseitigem, leicht geschweiftem Spitzhelm.
Der Saal ist 20,1 m lang, 10,25 m breit und 7,15 m hoch. Er weist je drei innen und aussen gekehlte Rundbogenfenster in den Längswänden und im Polygon auf. Einziger Wandschmuck ist ein Bibelzitat (Jer 17, 12-14). Weiter besteht ein Vorbau in Fachwerk vor dem Haupteingang, welcher zuerst als Aufbahrungsraum benutzt wurde und heute als Sigristenzimmer dient.
Im Innern ist eine flache, durchgehende Holzdecke mit Feldereinteilung und eine Westempore zu sehen. In dem chorartig erhöhten Polygon steht der Taufstein mit der zur Bauzeit üblichen Kelchform sowie mit Wulsten belegter Schale. Die polygonale Holzkanzel ruht auf einer abgeschrägten Konsole und ist mit 1706 datiert. Die Kirchenstühle im Chor und der Pfarrstuhl zeigen ausgeschnittene Wangen und Rückwände mit Rundbogenfüllungen zwischen Pilastern und datieren ebenfalls teilweise auf das Baujahr.
Die farbigen Chorfenster wurden von der evangelisch-reformierten Kirchgenossenschaft Kaiserstuhl-Fisibach gestiftet. Sie sind 1981 durch Ruth von Fischer gestaltet und durch den Glasmaler Albert Rajsek in Boswil erstellt worden. Der den Taufstein umgebende Teppich wurde 1970 ebenfalls durch Ruth von Fischer entworfen und von Regula Hahn gewoben.

## Orgel
Das erste fixe Musikinstrument war ab 1867 ein Trayser-Harmonium. Dieses wurde 1930 durch eine im Chor platzierte pneumatische Kuhn-Orgel ersetzt. Bereits mit der Renovation von 1966/68 musste das Instrument ersetzt werden.
Seit 1969 wird das heutige Instrument, eine Orgel der Manufaktur Neidhart & Lhôte aus St. Martin, Kanton Neuenburg bespielt. Das Instrument mit Schleifladen sowie mechanischer Traktur und Registratur steht auf der Empore. Es weist zwei Manuale, Pedal und 16 Register auf. Das Rückpositiv ist in der Emporenbrüstung integriert und mit dem Gemeindewappen versehen. Das Schleiergitter stammt aus der Werkstatt von Holzbildhauer Johann Pacholsky in Zürich.
| I Rückpositiv C - g3 |             |                |
| 1.                   | Holzgedackt | 8′             |
| 2.                   | Prinzipal   | 4′             |
| 3.                   | Rohrflöte   | 4′             |
| 4.                   | Gemshorn    | 2′             |
| 5.                   | Terzian     | 1 3⁄5′ + 1 ⁄3′ |
| 6.                   | Zimbel      | 1′             |

| II Hauptwerk C - g3 |             |       |
| 7.                  | Prinzipal   | 8′    |
| 8.                  | Spitzflöte  | 8′    |
| 9.                  | Octav       | 4′    |
| 10.                 | Nasard      | 2 ⁄3′ |
| 11.                 | Superoktave | 2′    |
| 12.                 | Mixtur      | 1 ⁄3′ |

| Pedal C - f1 |          |     |
| 13.          | Subbass  | 16′ |
| 14.          | Trompete | 8′  |
| 15.          | Octav    | 8′  |
| 16.          | Octav    | 4′  |

Koppeln: RP/HW, HW/PED, RP/PED
Wechseltritte: Mixtur, Zimbel, Trompete
Die 927 Labialpfeifen wurden 1969 durch die auf Orgelpfeifen spezialisierte Firma Mittermaier & Söhne in Reihen (Sinsheim, Baden-Württemberg) in Handarbeit hergestellt.

## Glocken
Im Dachreiter hängen drei Glocken von 1843, gegossen von Jakob Keller in Unterstrass. Bis 1842 gab es lediglich zwei Glocken, wovon die grössere aus dem Jahre 1682 und damit noch von der Vorgängerkirche im Oberdorf stammte. Die heutigen Glocken wiegen etwa 1200 kg (390 Pfund, 680 Pfund, 1330 Pfund) und bilden die Tonfolge as – c'' – es''.